# Motorcenter Norway
Das Motorcenter Norway, auch bekannt als KNA Raceway Sokndal, ist ein Motorsportpark in der Gemeinde Sokndal in Rogaland an der Grenze zu Agder. Die Strecke findet sich etwa 7 km östlich der Ortschaft Hauge I Dalane an der Straße zur Ilmenit-Tagebaugrube Tellness. 

## Geschichte
Die von Apex Circuit Design geplante Anlage wurde nach sechs Jahren Bauzeit im Sommer 2021 eröffnet.

## Streckenbeschreibung
Neben der 2,3 km langen, gegen den Uhrzeigersinn zu befahrenden Rennstrecke existieren eine Indoor Motocross-Halle und ein drei Hektar umfassendes Offroad-Gelände. Die Anlage soll in naher Zukunft mit einer Kartbahn und einem Dragstrip erweitert werden.
Sie wurde nach FIA Grad 3 bzw. FIM Grad 2 konzipiert, wobei die Auslaufzonen nach FIA Grad 2 Anforderungen gestaltet wurden. Der Kurs ist allerdings Stand April 2023 noch nicht entsprechend homologiert worden.

## Veranstaltungen
Auf der Strecke finden Clubsportveranstaltungen und Trackdays statt.